# Hyphoraia testudinaria
Hyphoraia testudinaria is een vlinder uit de familie van de spinneruilen (Erebidae), onderfamilie beervlinders (Arctiinae). De wetenschappelijke naam van de 
soort is voor het eerst geldig gepubliceerd in 1785 door Geoffroy in Fourcroy.
Deze nachtvlinder komt voor in Europa.